# Jon Andrews
Jon David Andrews (* 26. April 1967 in Christchurch) ist ein ehemaliger neuseeländischer Bahnradsportler und nationaler Meister im Radsport.

## Sportliche Laufbahn
Andrews war Teilnehmer der Olympischen Sommerspiele 1992 in Barcelona. Er startete im Zeitfahren auf der Bahn und belegte beim Sieg von José Moreno den 7. Platz. Im Sprint schied er in den Vorläufen aus.
Bei den Commonwealth Games 1990 gewann er die Bronzemedaille im Sprint und im Zeitfahren. 
Die nationale Meisterschaft im Zeitfahren gewann er 1992 und 1993.

## Familiäres
Seine Tochter Ellesse Andrews war ebenfalls Radrennfahrerin.